# 1278
سنة 1278 كانت سنة بسيطة تبدأ يوم السبت (الرابط يظهر نموذج التقويم الكامل للسنة) من التقويم اليولياني.

## أحداث
- 1 يوليو : بدء حصار الجزيرة الخضراء والذي استمر إلى 12 أغسطس 1279.

## مواليد
- صدر الدين الشعيبي

## وفيات
- 26 أغسطس – الملك أوتوكار الثاني